# Monochaetiopsis
Monochaetiopsis är ett släkte av svampar. Monochaetiopsis ingår i familjen Amphisphaeriaceae, ordningen kolkärnsvampar, klassen Sordariomycetes, divisionen sporsäcksvampar och riket svampar.
|                 | Pestalotia                                        |
|                 |                                                   |
|                 | Pestalotiopsis                                    |
|                 |                                                   |
|                 | Seimatosporium                                    |
|                 |                                                   |
|                 | Sporocadus                                        |
|                 |                                                   |
|                 | Coryneopsis                                       |
|                 |                                                   |
|                 | Lepteutypa                                        |
|                 |                                                   |
|                 | Seiridium                                         |
|                 |                                                   |
|                 | Monochaetia                                       |
|                 |                                                   |
|                 | Labridella                                        |
|                 |                                                   |
|                 | Discosia                                          |
|                 |                                                   |
|                 | Paradidymella                                     |
|                 |                                                   |
|                 | Truncatella                                       |
|                 |                                                   |
|                 | Amphisphaeria                                     |
|                 |                                                   |
|                 | Hymenopleella                                     |
|                 |                                                   |
|                 | Sarcostroma                                       |
|                 |                                                   |
|                 | Seimatoantlerium                                  |
|                 |                                                   |
|                 | Phlogicylindrium                                  |
|                 |                                                   |
|                 | Funiliomyces                                      |
|                 |                                                   |
|                 | Discostroma                                       |
|                 |                                                   |
| Monochaetiopsis | \| \| Monochaetiopsis lakefuxianensis \| \| \| \| |
|                 | \| \| Monochaetiopsis lakefuxianensis \| \| \| \| |
|                 | Dyrithiopsis                                      |
|                 |                                                   |
|                 | Synnemapestaloides                                |
|                 |                                                   |
|                 | Zetiasplozna                                      |
|                 |                                                   |
|                 | Monochaetinula                                    |
|                 |                                                   |
|                 | Bartalinia                                        |
|                 |                                                   |
|                 | Hyalotia                                          |
|                 |                                                   |
|                 | Doliomyces                                        |
|                 |                                                   |
|                 | Blogiascospora                                    |
|                 |                                                   |
|                 | Bleptosporium                                     |
|                 |                                                   |
|                 | Pestalosphaeria                                   |
|                 |                                                   |
|                 | Hyalotiopsis                                      |
|                 |                                                   |
|                 | Broomella                                         |
|                 |                                                   |
|                 | Neobroomella                                      |
|                 |                                                   |
|                 | Griphosphaerioma                                  |
|                 |                                                   |
|                 | Pestalozzina                                      |
|                 |                                                   |
|                 | Morinia                                           |
|                 |                                                   |
|                 | Ellurema                                          |
|                 |                                                   |
|                 | Paracainiella                                     |
|                 |                                                   |
|                 | Monochaetiopsis lakefuxianensis                   |
|                 |                                                   |

|  | Monochaetiopsis lakefuxianensis |
|  |                                 |